# Associazione Nuotatori Brescia
L'Associazione Nuotatori Brescia és un club de natació i waterpolo italià de la ciutat de Brescia, a la Llombardia.
Fundat el 1973, el 1995 va adoptar el nom de Leonessa Nuoto Pallanuoto. El 2007 canvia de nom de nou convertint-se en Brixia Leonessa Nuoto. Finalment, el 2011, va tornar a agafar l'antic nom d'Associazione Nuotatori Brescia.

## Palmarès
- Copa LEN
  - Campions (4): 2001-02, 2002-03, 2005-06, 2015-16
  - Finalistes (1): 2000-01
- Supercopa d'Europa
  - Finalistes (3): 2003, 2006, 2016
- Campionat italià: 
  - Campions (1): 2002-03
- Copa italiana: 
  - Campions (1): 2011-12